# کاله ۲۸۰۵
سیارک ۲۸۰۵ (به انگلیسی: 2805 Kalle، نامگذاری:1941UM) دو هزار و هشتصد و پنجمین سیارک کشف شده‌است که در ۱۵ اکتبر ۱۹۴۱ کشف شد.
قدر مطلق سیارک برابر ۱۲٫۲۰ است.